# Commercial Union Assurance Masters 1975
Il Masters 1975 (chiamato anche Commercial Union Assurance Masters 1975 per motivi di sponsorizzazione) è stato un torneo di tennis giocato sui campi in cemento indoor a Stoccolma in Svezia. È stata la 6ª edizione del torneo di singolare di fine anno, la 2ª del torneo di doppio di fine anno ed era parte del Commercial Union Assurance Grand Prix 1975. Il torneo si è giocato dal 30 novembre al 7 dicembre 1975.

## Campioni

### Singolare
Ilie Năstase ha battuto in finale  Björn Borg con il punteggio di 6–2, 6–2, 6–1

### Doppio
Juan Gisbert /  Manuel Orantes hanno vinto nel round robin contro le squadre formate da  Jürgen Fassbender /  Hans-Jürgen Pohmann,  Sherwood Stewart /  Fred McNair e  Brian Gottfried /  Raúl Ramírez.